# Trovadores do Vale

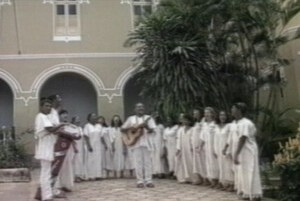
Trovadores do Vale

Trovadores do Vale é um coral brasileiro em atividade desde 1970 caracterizado pela valorização da cultura popular.
Surgiu em Araçuaí, região do Vale do Jequitinhonha, no estado de Minas Gerais.
O coro já realizou inúmeras turnês pelo país e no exterior, conquistando, entre outros prêmios, o do Conselho Estadual de Cultura de Minas Gerais.

## História
O coral Trovadores do Vale foi fundado pelo frei Francisco Van Der Poel, conhecido como Frei Chico, e por pessoas do bairro Olaria da cidade de Araçuaí, com a proposta de valorizar a rotina, os costumes e as riquezas da cultura popular do Vale do Jequitinhonha.
É formado por 35 coralistas, entre eles lavadeiras, pedreiros, donas de casa, sapateiros e comerciários que entoam cantos de trabalho, de profissões como canoeiros, tropeiros, boiadeiros e machadeiros.
O repertório do grupo também inclui músicas religiosas e danças de roda. As músicas também são acompanhadas por sanfona, rabeca, viola, instrumentos de percussão e sapateados de pés descalços.